# Tesárske Mlyňany
Tesárske Mlyňany (1924 bis 1928 slowakisch „Mlynianske Tesáry“) ist eine Gemeinde in der Westslowakei. Sie liegt im Donauhügelland am Fluss Žitava, 5 km von Zlaté Moravce und 25 km von Nitra entfernt.

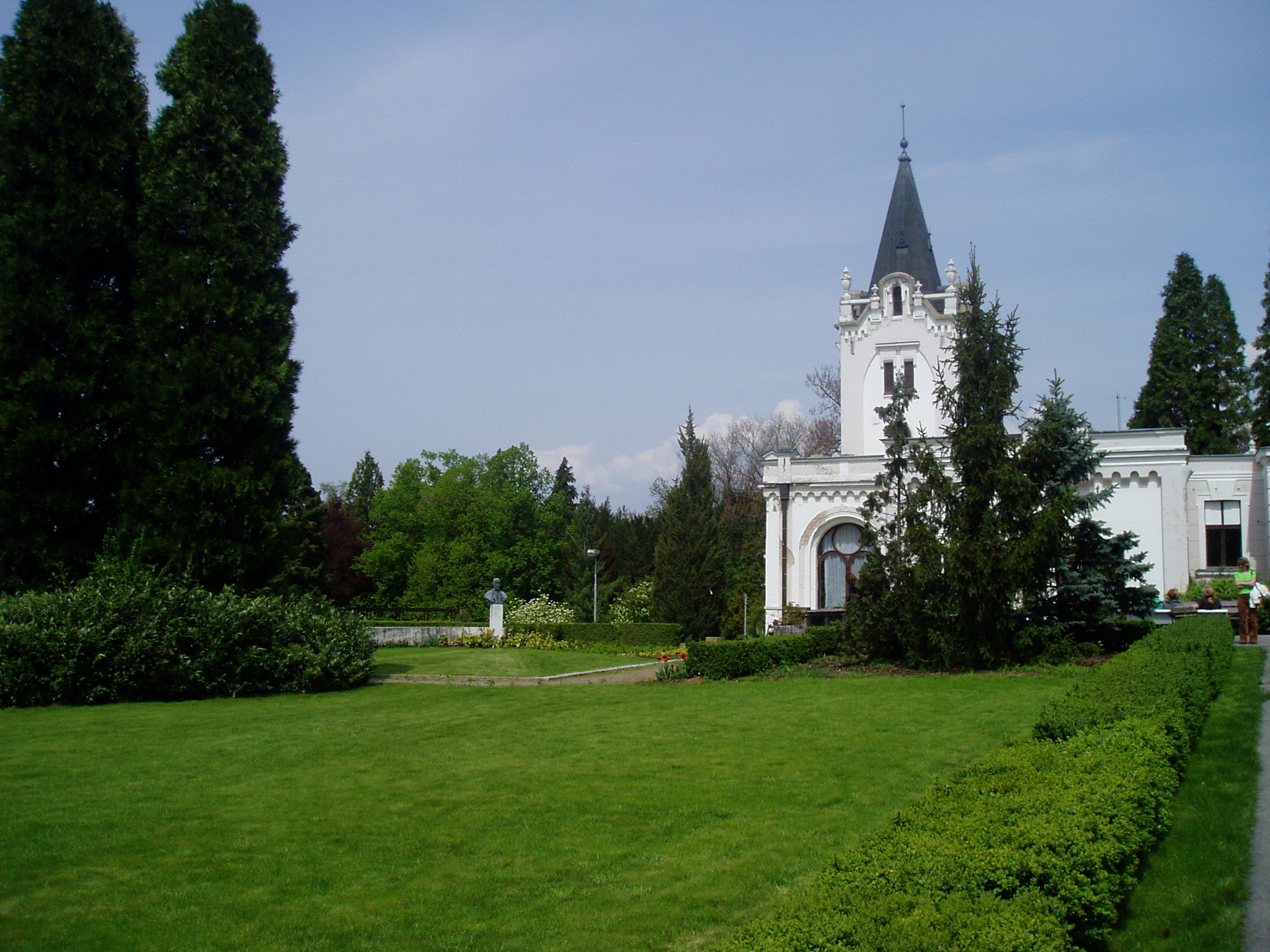
Schloss Mlyňany und Arboretum

Der Hauptort wurde 1075 erstmals schriftlich als Tazzar erwähnt. Der Doppelort entstand erstmals 1924 als Mlynianske Tesáry durch Vereinigung der selbständigen Orte Tesáre nad Žitavou und Mlyňany. 1928 wurden beide Orte wieder selbständig, aber 1960 kam es zur erneuten Vereinigung unter dem heutigen Namen. Tesárske Mlyňany ist für das Arboretum bekannt.

## Bevölkerung
| Jahr                | 1994 | 2004    | 2014    | 2024    |
| ------------------- | ---- | ------- | ------- | ------- |
| Anzahl der Personen | 1689 | 1652    | 1787    | 1798    |
| Unterschied         |      | −2,19 % | +8,17 % | +0,61 % |

| Jahr                | 2023 | 2024    |
| ------------------- | ---- | ------- |
| Anzahl der Personen | 1796 | 1798    |
| Unterschied         |      | +0,11 % |